# Heinz J. Skala
Heinz J. Skala (* 6. Oktober 1942 in Wien; † 24. Mai 2019) war ein österreichischer Statistiker und Wirtschaftswissenschaftler.

## Leben
Er schloss ein Studium als Diplom-Kaufmann ab und arbeitete danach von 1961 bis 1966 bei den Wiener Schwachstromwerken in der Abteilung Nachrichtenübertragung. Er war von 1967 bis 1968  als wissenschaftlicher Angestellter und von 1968 bis 1970 als wissenschaftlicher Assistent und Lehrbeauftragter am Institut für Statistik und Mathematik der Hochschule für Welthandel, der späteren Wirtschaftsuniversität Wien, in Wien tätig. 1968 wurde er zum Dr. rer. pol. promoviert. Von 1970 bis 1974 arbeitete er als wissenschaftlicher Mitarbeiter von Günter Menges am Lehrstuhl für Ökonometrie an der Universität Heidelberg, wo er 1973 die Habilitation und die Venia Legendi für Statistik und Ökonometrie erlangte. Im Jahr 1974 nahm er einen Ruf an die Gesamthochschule Paderborn, die spätere Universität Paderborn wurde, an. Dort lehrte er bis zur Pensionierung im Jahr 2002.
Sein Hauptforschungsgebiet waren die nutzen- und entscheidungstheoretischen Grundlagen der Wirtschaftswissenschaften.

## Schriften (Auswahl)
- Nutzen- und Entscheidungstheorie. Wien, Hochschule für Welthandel, 1968 (Hochschulschrift, Dissertation, ÖNB-Datensatz https://search.onb.ac.at/primo-explore/fulldisplay?docid=ONB_alma21262649430003338&context=L&adaptor=Local%20Search%20Engine&vid=ONB&lang=de_DE&search_scope=ONB_gesamtbestand&tab=default_tab&query=addsrcrid,exact,AC00691693).
- Mit Günter Menges: Main concepts of game and decision theory – Part I: Game theory (= Diskussionsschriften der Wirtschaftswissenschaftlichen Fakultät. Band 17). Universität Heidelberg, Wirtschaftswissenschaftliche Fakultät, 1971, DNB 880685239.
- Mit Günter Menges: Grundriß der Statistik. Teil 2: Daten. Westdeutscher Verlag, Opladen 1973, ISBN 978-3-531-11093-6.
- Remarks on Semantic Information. In: Günter Menges (Hrsg.): Information, Inference and Decision (= Theory and Decision Library. Band 1). D. Reidel, Dordrecht/Boston 1974, ISBN 978-90-277-0423-8, S. 181–188, doi:10.1007/978-94-010-2159-3.
- Mit Günter Menges: On the Problem of Vagueness in the Social Sciences. In: Günter Menges (Hrsg.): Information, Inference and Decision (= Theory and Decision Library. Band 1). D. Reidel, Dordrecht/Boston 1974, ISBN 978-90-277-0423-8, S. 51–61, doi:10.1007/978-94-010-2159-3.
- Non-Archimedean Utility Theory (= Theory and Decision Library. Band 9). D. Reidel, Dordrecht/Boston 1975, ISBN 978-94-010-1726-8, doi:10.1007/978-94-010-1724-4 (Aus dem Impressum: „Essentially a translation of my habilitation thesis which was accepted on February 15, 1973 by the Faculty of Economics and Social Science at the University of Heidelberg.“).
- Heinz J. Skala, Settimo Termini, E. Trillas (Hrsg.): Aspects of Vagueness (= Theory and Decision Library. Band 39). D. Reidel, Dordrecht/Boston/Lancaster 1984, ISBN 978-90-277-1692-7, doi:10.1007/978-94-009-6309-2.
- Large Societies and Individual Strategy Selection: A Case Study of Ambiguity. In: Heinz J. Skala, Settimo Termini, E. Trillas (Hrsg.): Aspects of Vagueness (= Theory and Decision Library. Band 39). D. Reidel, Dordrecht/Boston/Lancaster 1984, ISBN 978-90-277-1692-7, S. 137–160, doi:10.1007/978-94-009-6309-2.
- Einige Bemerkungen zum Konzept der Kohärenz – Dem Andenken an meinen verehrten Lehrer, Herrn Professor Günter Menges, gewidmet. In: Hans Schneeweiß, Heinrich Strecker (Hrsg.): Contributions to econometrics and statistics today: in memoriam Günter Menges. Springer, Berlin / Heidelberg / New York / Tokyo 1985, ISBN 978-3-642-70189-4, S. 222–241, doi:10.1007/978-3-642-70189-4.
- What Does Arrow's Impossibility Theorem Tell Us? In: Gerald L. Eberlein, Hal Berghel (Hrsg.): Theory and Decision – Essays in Honor of Werner Leinfellner (= Theory and Decision Library. Band 50). 1988, S. 273–286, doi:10.1007/978-94-009-3895-3_14.
- The Existence of Probability Measures with Given Marginals. In: Annals of Probability. Band 21, Nr. 1, 1993, S. 136–142, doi:10.1214/aop/1176989396.
- On a representation theorem of Schmeidler. In: Statistical Papers. Band 39, 1998, S. 273–286, doi:10.1007/BF02925375.
- Generalized comonotonically additive operators: reprensations by Choquet integrals. In: International Journal of Uncertainty, Fuzziness and Knowledge-Based Systems. Band 10, Nr. 04, 2002, S. 329–346, doi:10.1142/S021848850200151X.